# Gonçalo Paciência
Gonçalo Mendes Paciência (Porto, 1994. augusztus 1. –) portugál válogatott labdarúgó, a japán Sanfrecce Hirosima csatára.

## Pályafutása

### Klubcsapatokban
Paciência a portugáliai Porto városában született. Az ifjúsági pályafutását a helyi Porto csapatában kezdte, majd kölcsönben a Padroense akadémiájánál folytatta.
2013-ban mutatkozott be a Porto tartalék, majd 2015-ben az első osztályban szereplő felnőtt csapatában. 2015 és 2018 között a görög Olimbiakósz, illetve a portugál Académica, Rio Ave és Vitória klubjainál szerepelt kölcsönben. 2018-ban a német Eintracht Frankfurthoz igazolt. Először a 2019. február 17-ei, Mönchengladbach ellen 1–1-es döntetlennel zárult mérkőzés 89. percében, Sébastien Haller cseréjeként lépett pályára. Első gólját 2019. március 2-án, a Hoffenheim ellen 3–2-re megnyert találkozón szerezte meg. A 2020–21-es szezonban a Schalke 04 csapatánál játszott, mint kölcsönjátékos. 2022. augusztus 6-án a hároméves szerződést kötött a spanyol első osztályban érdekelt Celta Vigo együttesével. 2022. augusztus 13-án, a Espanyol ellen hazai pályán 2–2-es döntetlennel zárult bajnokin debütált, majd a 63. percben meg is szerezte az első gólját a klub színeiben. A 2023–24-es idényben a Bochumnál szerepelt kölcsönben. 
2024. szeptember 2-án a japán Sanfrecce Hirosima szerződtette.

### A válogatottban
Paciência az U16-ostól az U21-esig minden korosztályú válogatottban képviselte Portugáliát. A 2016-os olimpián is részt vett a válogatottal.
2017-ben debütált a felnőtt válogatottban. Először a 2017. november 14-ei, Amerikai Egyesült Államok ellen 1–1-es döntetlennel zárult mérkőzés 48. percében, Gelson Martinst váltva lépett pályára. Első válogatott gólját 2019. november 14-én, Litvánia ellen 6–0-ra megnyert találkozón szerezte meg.

## Statisztikák
2024. május 27. szerint

| Klub                     | Szezon   | Osztály             | Bajnokság | Bajnokság | Kupa és Ligakupa | Kupa és Ligakupa | Nemzetközi | Nemzetközi | Összesen | Összesen |
| Klub                     | Szezon   | Osztály             | Meccs     | Gól       | Meccs            | Gól              | Meccs      | Gól        | Meccs    | Gól      |
| ------------------------ | -------- | ------------------- | --------- | --------- | ---------------- | ---------------- | ---------- | ---------- | -------- | -------- |
| Porto B                  | 2013–14  | Segunda Liga        | 19        | 5         | —                | —                | —          | —          | 19       | 5        |
| Porto B                  | 2014–15  | Segunda Liga        | 16        | 9         | —                | —                | —          | —          | 16       | 9        |
| Porto                    | 2014–15  | Primeira Liga       | 1         | 0         | 3                | 1                | —          | —          | 4        | 1        |
| Porto                    | 2017–18  | Primeira Liga       | 9         | 0         | 1                | 0                | 2          | 0          | 12       | 0        |
| Académica (kölcsönben)   | 2015–16  | Primeira Liga       | 27        | 3         | 1                | 1                | —          | —          | 28       | 4        |
| Olimbiakósz (kölcsönben) | 2016–17  | Super League Greece | 1         | 0         | 0                | 0                | —          | —          | 1        | 0        |
| Rio Ave (kölcsönben)     | 2016–17  | Primeira Liga       | 15        | 1         | 0                | 0                | —          | —          | 15       | 1        |
| Vitória (kölcsönben)     | 2017–18  | Primeira Liga       | 18        | 5         | 7                | 6                | —          | —          | 25       | 11       |
| Eintracht Frankfurt      | 2018–19  | Bundesliga          | 11        | 3         | 1                | 1                | 6          | 1          | 18       | 5        |
| Eintracht Frankfurt      | 2019–20  | Bundesliga          | 23        | 7         | 4                | 0                | 16         | 3          | 43       | 10       |
| Eintracht Frankfurt      | 2021–22  | Bundesliga          | 18        | 3         | 1                | 0                | 6          | 2          | 25       | 5        |
| Schalke 04 (kölcsönben)  | 2020–21  | Bundesliga          | 15        | 1         | 1                | 0                | —          | —          | 16       | 1        |
| Celta Vigo               | 2022–23  | La Liga             | 25        | 2         | 3                | 1                | —          | —          | 28       | 3        |
| Bochum (kölcsönben)      | 2023–24  | Bundesliga          | 21        | 3         | 0                | 0                | —          | —          | 21       | 3        |
| Összesen                 | Összesen | Összesen            | 219       | 42        | 22               | 10               | 30         | 6          | 271      | 58       |

### A válogatottban
| Válogatott | Év       | Pályára lépés | Gól |
| ---------- | -------- | ------------- | --- |
| Portugália | 2017     | 1             | 0   |
| Portugália | 2019     | 1             | 1   |
| Összesen   | Összesen | 2             | 1   |

#### Góljai a válogatottban
| # | Időpont            | Helyszín                                       | Ellenfél | Gólok | Eredmény | Kiírás               |
| - | ------------------ | ---------------------------------------------- | -------- | ----- | -------- | -------------------- |
| 1 | 2019. november 14. | Estádio Algarve, São João da Venda, Portugália | Litvánia | 4–0   | 6–0      | 2020-as EB-selejtező |

## Sikerei, díjai
Olimbiakósz
- Super League Greece
  - Bajnok (1): 2016–17

Porto
- Primeira Liga
  - Bajnok (1): 2017–18

Eintracht Frankfurt
- Európa-liga
  - Győztes (1): 2021–22